# The Tomboy (film 1915)
The Tomboy è un cortometraggio muto del 1915 diretto da William Wolbert.

## Produzione
Il film fu prodotto dalla Balboa Amusement Producing Company.

## Distribuzione
Distribuito dalla Pathé Exchange, il film - un cortometraggio di due bobine - uscì nelle sale cinematografiche USA il 10 luglio 1915.